# Bábsky les
Bábský les (slovensky Bábsky les je národní přírodní rezervace v katastrálním území Veľký Báb obce Báb v okrese Nitra v Nitranském kraji na Slovensku. Území bylo vyhlášeno v roce 1966 a jeho rozloha je 30,39 hektaru. Předmětem ochrany fragment přirozeného lesního společenstva na černozemi v zemědělsky obhospodařované krajině Trnavské tabule.